# Список серій «Наруто: Ураганні хроніки» (сезон 1)

## Список серій

### Сезон 1: Порятунок Кадзекаґе (2007)
| № | Заголовок                                                                                        | Екранізовані розділи манги | Трансляція           |
| --- | ------------------------------------------------------------------------------------------------ | -------------------------- | -------------------- |
| 1 | Повернення додому «Кікьо:» (帰郷)                                                                | 245                        | 15 лютого 2007 року  |
| У вступі, який, щодо цих подій, переносить глядача в майбутнє, з'являється Саске в лігві Орочімару разом з Командою Какаші: Наруто, Сакурою та їх новим членом команди — Саєм. Наруто говорить із Саске про минуле, про Долину Завершення, і розуміє, що найкращий друг вже не той. Більше того, Саске демонструє Узумакі свої здібності, заглянувши у внутрішній світ Наруто та побачивши там Дев'ятихвостого Лиса. Реальна ж історія серіалу починається з повернення Наруто та Джирайї в Коноху. Глядачам знову представляють деяких персонажів аніме, таких як Сакура, Конохамару, Шикамару, Темарі та Какаші. |                                                                                                  |                            |                      |
| 2 | Акацукі починають діяти!! «Акацукі, шідо:!!» (暁、始動)                                          | 246                        | 15 лютого 2007 року  |
| Цунаде хоче подивитись на прогрес Наруто після двох років тренувань. Для їхньої перевірки, Какаші ставить перед ними ту ж саму мету, що й декілька років тому — відібрати у нього дзвіночки. |                                                                                                  |                            |                      |
| 3 | Результати тренування!! «Шуґьо: но сейка» (修行の成果)                                           | 247                        | 22 лютого 2007 року  |
| Члени Акацукі Дейдара і Сасорі починають атаку на Селище Піску з метою викрасти Кадзекаґе Ґаару. Дейдара атакує з повітря, використовуючи створених ним глиняних тварин, які вибухають. |                                                                                                  |                            |                      |
| 4 | Джінчурікі Піску «Суна но Джінчу:рікі» (砂の人柱力)                                              | 248                        | 1 березня 2007 року  |
| Наруто і Сакура виконують завдання — відбирають дзвіночки у Какаші. Ґаара протистоїть Дейдарі. |                                                                                                  |                            |                      |
| 5 | Як Кадзекаґе...! «Кадзекаґе то шіте…!» (風影として…！)                                           | 249                        | 15 березня 2007 року |
| Цунаде оголошує про створення команди Какаші — тепер Наруто і Сакура не учні, а рівноцінні з Какаші ніндзя. Джирайя знову відправляється збирати інформацію про Акацукі. Ґаара відриває ліву руку ворогу, Дейдара, в свою чергу, виробляє потужний вибух в Селищі Піску. |                                                                                                  |                            |                      |
| 6 | Місія закінчена!! «Норумакуріа:!!» (ノルマクリアー)                                              | 249                        | 29 березня 2007 року |
| Ґаара створоє величезний піщаний щит для захисту Селища Піску від руйнувань, Дейдара користується моментом, щоб атакувати Кадзекаґе. Ослаблений Ґаара потрапляє в руки Акацукі. |                                                                                                  |                            |                      |
| 7 | Вперед, Канкуро! «Хашире Канкуро:!» (疾走れカンクロウ)                                           | 250, 251                   | 29 березня 2007 року |
| Канкуро переслідує Дейдару та Сасорі. Селище Піску відправляє в Коноху послання з проханням про допомогу. |                                                                                                  |                            |                      |
| 8 | Втручання команди Какаші «Шуцугекі, Какаші хан» (出撃、カカシ班)                                 | 250                        | 12 апреля 2007 года  |
| Канкуро б'ється із Сасорі, який, якк виявляється і є творцем ляльок Карасу, Куроарі та Саншоуо, яких в бою використовує брат Ґаари. Команда Какаші відправляється на поміч. |                                                                                                  |                            |                      |
| 9 | Сльози Джінчурікі «Джінчу:рікі но наміда» (人柱力の涙)                                           | 251, 252                   | 12 квітня 2007 року  |
| Команда переслідування Селища Піску знаходить Канкуро в пустелі без свідомості. Команда Какаші по дорозі зустрічає Темарі. Один із джонінів Селища Піску, Бакі, звертається за допомгою до бабусі Сасорі — Чійо та її братові Ебізо. |                                                                                                  |                            |                      |
| 10 | Техника печаті: Печать Дев'яти Драконів «Фу:ін джицу: — Ґенрю: Кю: Фу:джин» (封印術・幻龍九封尽) | 253, 254                   | 19 квітня 2007 року  |
| На допомогу Команді Какаші, яка в даний момент перечікує бурю в пустелі, в Селище Піску відправляється Команда Гая: Рок Лі, Тен-Тен і Неджі. Члени Акацукі проводять ритуал над тілом Гаари з метою вилучення Однохвостого, який живе в ньому. |                                                                                                  |                            |                      |
| 11 | Учениця шинобі-медика «Ір'йо: шинобі но деші» (医療忍者の弟子)                                   | 253, 254                   | 26 квітня 2007 року  |
| Команда Какаші прибуває в Селище Піску. Сакура виліковує отруєного Канкуро. Какаші розповідає про свого батька, який отримав прізвисько «Біле Ікло Конохи». Викликані ним же собаки намагаються знайти по запаху Дейдару і Сасорі. |                                                                                                  |                            |                      |
| 12 | Рішучість Чійо «Інкьо бабаа но кецуі» (隠居ババアの決意)                                         | 254, 255                   | 3 травня 2007 року   |
| Команда Какаші та Чійо відправляються у висліжене собаками лігво Акацукі. По дорозі Чійо розповідає про існувати дев'яти біджу — легендарних хвостатих створінь (Наприклад, Дев'ятихвостий біджу в Наруто, Однохвостий біджу в Гаарі). Пакун (пес Какаші) попереджує Команду Гая; вони також направляються до лігва Акацукі, але на них нападає Кісаме, член організації. На шляху Команди Какаші встає Ітачі Учіха. |                                                                                                  |                            |                      |
| 13 | Доленосна зустріч «Іннен аймаміеру» (因縁あいまみえる)                                           | 256, 257                   | 10 травня 2007 року  |
| Битва між командою Гая й Кісаме та командою Какаші з Ітачі. |                                                                                                  |                            |                      |